# Final de la FA Cup de 1874

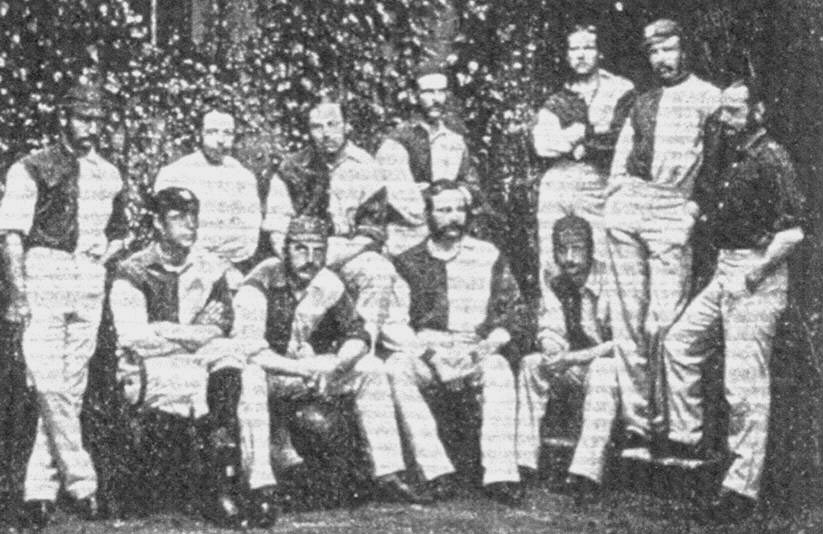
Plantel de Oxford University campeón de la FA Cup 1873-74.

La final de la FA Cup de 1874 fue un partido de fútbol entre Oxford University y Royal Engineers disputado el 14 de marzo de 1874 en el Kennington Oval en Londres, Inglaterra. Fue la final de la tercera edición de la Football Association Challenge Cup, después conocida como la FA Cup, el campeonato de fútbol más antiguo en existencia del mundo.
Ambos equipos habían llegado a la final en años anteriores, pero los dos conjuntos fueron derrotados por Wanderers. Royal Engineers llegó a la final con relativa facilidad, al marcar dieciséis goles y logrando sólo un gol en contra, mientras que Oxford alcanzó la final al derrotar en rondas previas al defensor del título, Wanderers.
La final fue decidida por dos goles de Oxford en los primeros 20 minutos del encuentro. Sus oponentes pasaron dos semanas entrenando para el partido, un concepto innovador en ese tiempo, pero sus intentos de anotar fueron frustrados por el portero de Oxford, Charles Nepean.

## Camino a la final
Oxford University y Royal Engineers, con sede en Chatham, estuvieron dentro de los 28 participantes de la competencia en la temporada 1873-74. Ambos equipos se encontraban dentro de los conjuntos más fuertes del país en el momento, especialmente Engineers que jugaron 86 partidos entre 1871 y 1875 y perdieron solo tres, anotando un total de 240 goles y concediendo solo 20.
Ambos equipos avanzaron a través de la primera ronda de la competencia con poca dificultad: Oxford derrotó a Upton Park 4-0 y Royal Engineers derrotó por 5-0 a Brondesbury. En la segunda ronda, Oxford venció a Barnes por 2-0 y los «zapadores», como se conocía a Royal Engineers, vencieron a Uxbridge por 2-1.
Engineers derrotó de una forma amplia a sus oponentes de cuartos de final, Maidenhead, al vencerlos por 7-0, la primera vez que un equipo había marcado hasta siete goles en un partido de la FA Cup. Oxford, por otro lado, se emparejó con Wanderers, que había ganado la competencia en sus dos primeras temporadas y nunca había perdido un partido de la FA Cup. Wanderers derrotó a Royal Engineers en la final de 1872 y a Oxford en la final de 1873. El primer encuentro terminó en un empate 1-1, lo que requirió un partido de desempate que Oxford ganó 1-0 para terminar con el control de Wanderers en la competencia.
Ambas semifinales se jugaron en el Kennington Oval, hogar del Surrey County Cricket Club, según lo especificado por las reglas en uso en ese momento. Royal Engineers derrotó a Swifts en la primera semifinal que se jugó, y Oxford reservó su lugar en la final un mes después con una victoria por 1-0 sobre Clapham Rovers.

## Partido

### Resumen

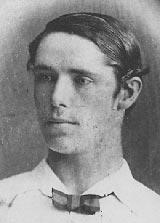
Cuthbert Ottaway, el capitán de Oxford.

Oxford pudo contar con su portero titular, Charles Nepean, que no había podido jugar en la final del año anterior, que perdió Oxford. Dentro del once titular también se encontraba a William Rawson, cuyo hermano Herbert estaba en el equipo contrario. Engineers, que representaban al Real Cuerpo de Ingenieros del Ejército Británico, habían realizado dos semanas de entrenamiento especial antes del partido, un concepto innovador en una era en la que se daba poca importancia al entrenamiento, pero tenían como baja a Alfred Goodwyn, considerado como su mejor defensa, ya que había sido destinado a la India a principios de año. Los jugadores de Oxford no eran todos estudiantes, ya que el equipo incluía a Arthur Johnson, un clérigo ordenado y miembro del All Souls College. Asistieron alrededor de 2000 espectadores, una multitud menor que la que había asistido a la final anterior.
Oxford ganó el sorteo y eligió comenzar el partido defendiendo el extremo de Harleyford Road del campo de juego. Charles Mackarness le dio a Oxford la ventaja después de solo 10 minutos. Después de un saque de esquina de Oxford, se desarrolló una pelea cuerpo a cuerpo frente a la portería de Royal Engineers, y el balón cayó sobre Mackarness, quien disparó sobre la multitud de jugadores y venció al portero William Merriman. Frederick Patton aumentó la ventaja 10 minutos después luego de un hábil regate del capitán Cuthbert Ottaway y de Walpole Vidal, quien fue apodado el «príncipe de los regateadores» por su habilidad en ese aspecto del juego. Oxford podría haber tenido un tercer tanto cuando logró pasar el balón entre los postes de Engineers, pero los jugadores no apelaron para el gol. En ese momento, como en el críquet, a los árbitros no se les permitía conceder un gol a menos que los jugadores lo solicitaran, por lo que no se concedió. No se registró por qué los jugadores de Oxford nunca apelaron. La mejor opción de Royal Engineers llegó cuando el disparo de Henry Renny-Tailyour dio en el poste. Al final del juego los «zapadores» lanzaron una serie de ataques a la portería de Oxford, pero no pudieron anotar al ver frustrados sus intentos por Nepean. Oxford ganó por 2-0 y aseguró la copa.

### Detalles
| 14 de marzo de 1873 | Oxford University           | 2-0 | Royal Engineers | Kennington Oval, Londres                                            |                                                                     |
|                     | 10' Mackarness · 20' Patton |     |                 | Asistencia: 2000 espectadores Árbitro(s): Alfred Stair (Upton Park) | Asistencia: 2000 espectadores Árbitro(s): Alfred Stair (Upton Park) |

| Oxford University | Royal Engineers |

|     |                     |  |  |
|     |                     |  |  |
| POR | Charles Nepean      |  |  |
| DEF | Charles Mackarness  |  |  |
| MED | Francis Birley      |  |  |
| MED | Frederick Green     |  |  |
| DEL | Robin Benson        |  |  |
| DEL | Frederick Maddison  |  |  |
| DEL | William Rawson      |  |  |
| DEL | Cuthbert Ottaway    |  |  |
| DEL | Rev. Arthur Johnson |  |  |
| DEL | Walpole Vidal       |  |  |
| DEL | Frederick Patton    |  |  |

|     |                           |  |  |
|     |                           |  |  |
| POR | Cap. William Merriman     |  |  |
| DEF | May. Francis Marindin     |  |  |
| MED | Tte. George Addison       |  |  |
| DEL | Tte. Gerald Onslow        |  |  |
| DEL | Tte. Pelham von Donop     |  |  |
| DEL | Tte. John Blackburn       |  |  |
| DEL | Tte. Herbert Rawson       |  |  |
| DEL | Tte. Henry Renny-Tailyour |  |  |
| DEL | Tte. Henry Olivier        |  |  |
| DEL | Tte. Charles Wood         |  |  |
| DEL | Tte. Thomas Digby         |  |  |

## Sucesos tras el partido
Como ocurrió cada año hasta 1882, el equipo ganador no recibió el trofeo en el estadio el día del partido, sino que más tarde durante el año, en su cena anual. El secretario de Royal Engineers, en su informe oficial, declaró que Oxford había merecido su victoria. Algún tiempo después del partido, Engineers descubrió que Alfred Goodwyn, su figura ausente, había muerto en India el día de la final, debido a lesiones sufridas después de una caída de un caballo.